# Bert Schenk
Bert Schenk (* 14. November 1970 in Burg (bei Magdeburg), Sachsen-Anhalt) ist ein ehemaliger deutscher Boxer. Von Januar bis November 1999 war er Weltmeister der World Boxing Organization (WBO) im Mittelgewicht.

## Amateurkarriere
Bert Schenk besuchte eine DDR-Sportschule in Ost-Berlin, sein wichtigster Trainer wurde Ulli Wegner. Noch zu DDR-Zeiten boxte er erstmal für den Boxverein Burg, bevor er zum TSC Berlin delegiert wurde. Im Nachwuchsbereich zählte er zu den erfolgreichsten Boxer jemals. Er konnte sich insgesamt 6 Mal den DDR-Nachwuchsmeistertitel in den jeweiligen Altersklassen sichern und dazu bekam er noch Ehrenpreise für den Besten Techniker der Meisterschaft. Ebenfalls besiegte er Marco Rudolph im Jugendbereich. Mit 16 Jahren nahm er im Halbweltergewicht bis 63,5 kg an den Juniorenweltmeisterschaften auf Kuba teil, wo er gegen den Sowjetrussen Alexander Buskunov unterlag. Ein Jahr später nahm er ebenfalls an den Junioreneuropameisterschaften teil, wo er in der Vorrunde auf den späteren Europameister Dimitri Korsun traf und ausschied. Schon mit 18 Jahren zählte er zu den stärksten Weltergewichtsboxer bis 67 kg der Republik. Nach der Wende boxte er für TSC Boxring Berlin in der 1. Bundesliga, wurde 1992 Deutscher Meister im Halbmittelgewicht, gewann 1993 eine Bronzemedaille im Halbmittelgewicht bei der Europameisterschaft in Bursa und 1994 die Silbermedaille im Mittelgewicht beim Weltcup in Bangkok.
Darüber hinaus war er dreimaliger Gewinner des Chemiepokals; er siegte in den Finalkämpfen 1992 gegen Ariel Hernández, 1994 gegen Alexander Lebsjak und 1995 gegen Dirk Eigenbrodt.

## Profikarriere
Bert Schenk stand beim Hamburger Boxstall Universum Box-Promotion unter Vertrag. Trainiert wurde er in Cottbus von Dietmar Schnieber, sowie in Hamburg und Berlin von Gerhard Dieter, Torsten Schmitz sowie Michael Timm. Sein Profidebüt gewann er am 10. Februar 1996 in der Stadthalle Cottbus.
Am 30. Januar 1999 konnte er in der Stadthalle Cottbus um den von Otis Grant niedergelegten und dadurch vakanten WBO-Weltmeistertitel im Mittelgewicht boxen und siegte in dem Kampf durch TKO in der vierten Runde gegen den Nordamerikameister des Verbandes, Freeman Barr (Kampfbilanz: 18-1) aus Bahamas. Bis dahin hatte Schenk jeden seiner 21 Kämpfe gewonnen und war am 11. Januar 1997 Deutscher Meister (BDB) geworden.
Am 22. Mai 1999 verteidigte er den WM-Gürtel in Budapest einstimmig nach Punkten gegen den Dominikaner Juan Ramón Medina (27-4), der bereits 1994 WM-Herausforderer von Julio César Vásquez gewesen ist. Seine zweite Titelverteidigung verlor er dann am 7. Oktober 2000 im Berliner Estrel durch TKO in der sechsten Runde gegen den Schweden Armand Krajnc (23-0).
Nach zwölf folgenden Siegen, verlor er am 5. März 2005 in der Wilhelm-Dopatka-Halle von Leverkusen durch K. o. in der zweiten Runde gegen Felix Sturm (22-1) und beendete im Anschluss seine Karriere.

## Sonstiges
Schenk arbeitete nach seiner aktiven Wettkampfkarriere als Boxtrainer beim BC Magdeburg und als Hausmeister einer Tennisanlage.